# タロット探偵ボブ西田
『タロット探偵ボブ西田』は、2016年公開の日本映画である。2月27日より全国順次公開。

## キャスト
- ボブ西田 - 高山猛久
- 斎藤涼子 - 川村ゆきえ
- マミヤ - 渋江譲二
- エヴァ - 岩永洋昭
- 織部美波 - 折井あゆみ
- ゲン - Gendy
- カジワラ - 西沢仁太
- ジェイ - 宮島三郎
- ジャック - 吉田友一
- マイケル - ヤポンスキーこばやし画伯
- おまわりさん - マンモウ飯田
- マスクマン - グレート☆無茶
- リーゼントマン - 北澤ユウジ
- チャラ男 - しんのすけ
- サブロウ - 宮坂映男
- 客引きの男 - 武井伸樹
- アンドレ - 渡部龍平
- ハガー - スガマサミ
- 観光船アナウンス - 矢崎正和

## スタッフ
- 監督 - 山﨑賢
- 脚本 - やながわ薫平
- プロデューサー - 源田泰章
- 撮影 - 伊藤弘典
- 録音 - 國分玲
- メイク - 大橋茉冬
- スタイリスト - 神原淳平
- 制作担当 - 長岡英郎、笹岡史典
- 美術 - 小松哲郎
- 助監督 - 内田知樹
- 制作デスク - 小野雅世
- 音楽 - Greenfield
- 製作 - 信州諏訪ご当地映画製作委員会
- 配給 - 信州映画
- タロット監修-Cooa

## 出展
- 第19回小津安二郎記念蓼科高原映画祭[2]
- 第2回ご当地映画祭[3]

## DVD
- レンタル（彩プロ、2017年10月4日）[4]
- セル（竹書房、2017年11月4日）[5]